# Hugues IV de Campdavaine
Hugues IV de Campdavaine, mort à Constantinople en 1205, fils d'Anselme, est comte de Saint-Pol de 1165 à 1205, puis seigneur de Didymotique en Thrace. Il participe aux 3e et 4e croisades.

## Biographie
Il participe avec Philippe d'Alsace, comte de Flandre, à la troisième croisade où il se distingue lors de la prise de Saint-Jean d'Acre.
Il reçoit en 1194 de Philippe Auguste, les terres de Pont-Sainte-Maxence, de Verneuil et de Pontpoint, en raison de ses services rendus.
En 1202, il s'engage pour la quatrième croisade, où il participe à la prise de Constantinople, le 12 avril 1204. Il reçoit l'épée de connétable par le nouvel empereur Baudouin qui lui donne aussi la place forte de Didymotique, en Thrace.
Il meurt de la goutte en 1205. Il a des funérailles somptueuses à Constantinople et son corps est ramené en France où il est inhumé dans l'abbaye de Cercamps.

## Héraldique
D’azur à la gerbe d’avoine d’or liée du même (Rietstap). Ce sont des armes parlantes, car « Campdavaine » signifie en picard « Champ d'avoine ».

## Famille et descendance
Avec Yolande, fille de Baudouin IV de Hainaut, veuve d'Yves de Nesle, comte de Soissons, il a deux filles :
- Élisabeth, mariée à Gaucher III de Châtillon (ou Gauthier), fils de Guy II de Châtillon-sur-Marne ;
- Eustachie, mariée à Jean, châtelain de Bruges, après avoir été fiancé à Arnould II, comte de Guines.